# Sommer-Paralympics 2016/5er-Fußball
| Medaillenspiegel 5er-Fußball | Medaillenspiegel 5er-Fußball |
| Platz                        | Land                         |
| ---------------------------- | ---------------------------- |
| Gold                         | Brasilien                    |
| Silber                       | Iran                         |
| Bronze                       | Argentinien                  |

Bei den Sommer-Paralympics 2016 in Rio de Janeiro wurden in einem Wettbewerb im 5er-Fußball Medaillen vergeben. Die Entscheidungen fielen am 17. September 2016 im Olympic Tennis Centre.

## Klassifizierung
Das Internationale Paralympische Komitee unterscheidet beim 5er-Fußball in 3 Klassen – B1, B2 und B3. In jedem Spiel treten zwei Mannschaften mit je 4 Feldspielern, einem Torwart und fünf Auswechselspielern an. Die Feldspieler müssen blind sein oder an einer Sehbehinderung leiden. Zur Chancengleichheit tragen alle eine Augenbinde. Der Torwart darf sehen und trägt keine Augenbinde. Hinter dem gegnerischen Tor besitzt jede Mannschaft einen Mitspieler, der durch Zurufe beim Zielen hilft. Der Ball macht bei Bewegungen Geräusche, um seine Position besser bestimmen zu können. Gespielt werden zwei Halbzeiten zu je 25 Minuten. Bei Gleichstand folgt ein Strafstoßschießen.

## Qualifikation
Es traten acht Männermannschaften, die in 2 Gruppen aufgeteilt wurden, an. Frauen-Teams nahmen nicht teil.
Jede Nation durfte ein Team entsenden, das aus acht Feldspielern und zwei Torhütern bestand – die Torhüter zählten bei der erlaubten Spieleranzahl von 64 Athleten nicht mit. Sie konnten jedoch, wie auch andere nichtbehinderte Helfer, Medaillen gewinnen.
| Turnier                       | Datum                          | Austragungsort     | Anzahl         | Teilnehmer      |
| ----------------------------- | ------------------------------ | ------------------ | -------------- | --------------- |
| Gastgeber                     | Gastgeber                      | Gastgeber          | 1              | Brasilien       |
| IBSA Weltmeisterschaft 2014   | 13.–25. November 2014          | Tokio, Japan       | 1              | Argentinien     |
| IBSA Asienmeisterschaft 2015  | 30. August – 8. September 2015 | Tokio, Japan       | 2              | Iran, China     |
| IBSA-Europameisterschaft 2015 | 22.–29. August 2015            | Hereford, UK       | 2              | Türkei, Spanien |
| Parapan-Amerikaspiele 2015    | 7.–15. August 2015             | Toronto,           | 1              | Mexiko          |
| IBSA Afrikameisterschaft 2015 | 16.–25. Oktober 2015           | Douala,            | 1              | Marokko         |
| Gesamte Teilnehmer            | Gesamte Teilnehmer             | Gesamte Teilnehmer | 8 Mannschaften | 8 Mannschaften  |

## Vorrunde

### Gruppe A
| Pl. | Land      | Sp. | S | U | N | Tore    | Diff. | Punkte |
| --- | --------- | --- | - | - | - | ------- | ----- | ------ |
| 1. | Brasilien | 3   | 2 | 1 | 0 | 005:100 | +4    | 07     |
| 2. | Iran      | 3   | 1 | 2 | 0 | 002:000 | +2    | 05     |
| 3. | Türkei    | 3   | 0 | 2 | 1 | 001:300 | −2    | 02     |
| 4. | Marokko   | 3   | 0 | 1 | 2 | 002:600 | −4    | 01     |
| Abkürzungen: Pl. = Platz, Sp = Spiele, S = Siege, U = Unentschieden, N = Niederlagen Erläuterungen: Spiele um den 1. bis 4. Platz, Spiel um den 5. Platz, Spiel um den 7. Platz |           |     |   |   |   |         |       |        |

|                                                                                   |   |         |           |
| Fr., 9. September 2016 um 9:00 Uhr (14:00 Uhr MESZ)                               |   |         |           |
| Brasilien                                                                         | – | Marokko | 3:1 (0:1) |
| Tore: 0:1 Hattab (13.), 1:1 Ricardinho (31.), 2:1 Jefinho (36.), 3:1 Nonato (36.) |   |         |           |
| Fr., 9. September 2016 um 16:00 Uhr (21:00 Uhr MESZ)                              |   |         |           |
| Türkei                                                                            | – | Iran    | 0:0       |
| So., 11. September 2016 um 9:00 Uhr (14:00 Uhr MESZ)                              |   |         |           |
| Marokko                                                                           | – | Iran    | 0:2 (0:2) |
| Tore: 0:1 Rajabpour (13.), 0:2 Zadaliasghari (14.)                                |   |         |           |
| So., 11. September 2016 um 16:00 Uhr (21:00 Uhr MESZ)                             |   |         |           |
| Brasilien                                                                         | – | Türkei  | 2:0 (1:0) |
| Tore: 1:0 Ricardinho (13.), 2:0 Cassio (37.)                                      |   |         |           |
| Di., 13. September 2016 um 09:00 Uhr (14:00 Uhr MESZ)                             |   |         |           |
| Brasilien                                                                         | – | Iran    | 0:0       |
| Di., 13. September 2016 um 16:00 Uhr (21:00 Uhr MESZ)                             |   |         |           |
| Marokko                                                                           | – | Türkei  | 1:1 (0:1) |
| Tore: 0:1 Ocal (25.), 2:0 Snisla (27.)                                            |   |         |           |

### Gruppe B
| Pl. | Land                | Sp. | S | U | N | Tore    | Diff. | Punkte |
| --- | ------------------- | --- | - | - | - | ------- | ----- | ------ |
| 1. | Argentinien         | 3   | 2 | 1 | 0 | 003:000 | +3    | 07     |
| 2. | Volksrepublik China | 3   | 2 | 1 | 0 | 003:000 | +3    | 07     |
| 3. | Spanien             | 3   | 1 | 0 | 2 | 001:300 | −2    | 03     |
| 4. | Mexiko              | 3   | 0 | 0 | 3 | 000:400 | −4    | 0      |
| Abkürzungen: Pl. = Platz, Sp = Spiele, S = Siege, U = Unentschieden, N = Niederlagen Erläuterungen: Spiele um den 1. bis 4. Platz, Spiel um den 5. Platz, Spiel um den 7. Platz |                     |     |   |   |   |         |       |        |

|                                                       |   |             |           |
| Fr., 9. September 2016 um 11:00 Uhr (16:00 Uhr MESZ)  |   |             |           |
| Spanien                                               | – | China       | 0:1 (0:0) |
| Tore: 0:1 Wang (43.)                                  |   |             |           |
| Fr., 9. September 2016 um 20:00 Uhr (01:00 Uhr MESZ)  |   |             |           |
| Argentinien                                           | – | Mexiko      | 2:0 (2:0) |
| Tore: 1:0 Espinillo (2.), 2:0 Velo (15.)              |   |             |           |
| So., 11. September 2016 um 11:00 Uhr (16:00 Uhr MESZ) |   |             |           |
| Argentinien                                           | – | Spanien     | 1:0 (0:0) |
| Tore: 1:0 Veliz (29.)                                 |   |             |           |
| So., 11. September 2016 um 20:00 Uhr (01:00 Uhr MESZ) |   |             |           |
| China                                                 | – | Mexiko      | 2:0 (2:0) |
| Tore: 1:0 Wei (6.), 2:0 Wang (9.)                     |   |             |           |
| Di., 13, September 2016 um 11:00 Uhr (16:00 Uhr MESZ) |   |             |           |
| China                                                 | – | Argentinien | 0:0       |
| Di., 13. September 2016 um 20:00 Uhr (01:00 Uhr MESZ) |   |             |           |
| Mexiko                                                | – | Spanien     | 0:1 (0:1) |
| Tor: 0:1 Acosta (14.)                                 |   |             |           |

## Finalrunde
| Halbfinale | Halbfinale | Halbfinale |  |           | Finale           | Finale              | Finale           |
| | | |  |           |                  |                     |                  |
| | Brasilien | 2 |  |           |                  |                     |                  |
| | Volksrepublik China | 1 |  |           | Endspiel         | Endspiel            | Endspiel         |
| | | |  | Brasilien | 1                |                     |                  |
| | | |  |           | Iran             | 0                   |                  |
| | Argentinien | 0 (1) |  |           |                  |                     |                  |
| | Iran | 0 (2) |  |           |                  |                     |                  |
| Zum Ende der zweiten Halbzeit stand es immer noch 0:0, woraufhin das Spiel per Penalty Shoot Out entschieden werden musste. | Zum Ende der zweiten Halbzeit stand es immer noch 0:0, woraufhin das Spiel per Penalty Shoot Out entschieden werden musste. | Zum Ende der zweiten Halbzeit stand es immer noch 0:0, woraufhin das Spiel per Penalty Shoot Out entschieden werden musste. |  |           | Spiel um Platz 3 | Spiel um Platz 3    | Spiel um Platz 3 |
| | | |  |           |                  | Volksrepublik China | 0 (0)            |
| | Argentinien | 0 (1) |  |           |                  |                     |                  |
| Zum Ende der zweiten Halbzeit stand es immer noch 0:0, woraufhin das Spiel per Penalty Shoot Out entschieden werden musste. | | |  |           |                  |                     |                  |
| Spiel um Platz 5 | | |  |           |                  |                     |                  |
| | Türkei | 0 (1) |  |           |                  |                     |                  |
| | Spanien | 0 (0) |  |           |                  |                     |                  |
| Zum Ende der zweiten Halbzeit stand es immer noch 0:0, woraufhin das Spiel per Penalty Shoot Out entschieden werden musste. | | |  |           |                  |                     |                  |
| Spiel um Platz 7 | | |  |           |                  |                     |                  |
| | Marokko | 0 |  |           |                  |                     |                  |
| | Mexiko | 2 |  |           |                  |                     |                  |
| | | |  |           |                  |                     |                  |

### Spiel um den 7. Platz
|                                                      |   |        |           |
| Do., 15. September 2016 um 9:00 Uhr (14:00 Uhr MESZ) |   |        |           |
| Marokko                                              | – | Mexiko | 0:2 (0:0) |
| Tore: 0:1 Lanzagorta (42.), 0:2 De la Cruz (49.)     |   |        |           |

### Spiel um den 5. Platz
| |   |         |                |
| Do., 15. September 2016 um 11:00 Uhr (16:00 Uhr MESZ)                                                                  |   |         |                |
| Türkei | – | Spanien | 0:0, 1:0 n. P. |
| Tor: 1:0 Sumer (trifft), 1:0 El Haddaoui (vergeben), 1:0 Satay (vergeben), 1:0 Ocal (vergeben), 1:0 Garrido (vergeben) |   |         |                |

### Halbfinale
| |   |       |                |
| Do., 15. September 2016 um 16:00 Uhr (21:00 Uhr MESZ)                                                                        |   |       |                |
| Brasilien | – | China | 2:1 (1:1)      |
| Tore: 0:1 Wang (14.), 1:1 Jefinho (1:1), 2:1 Jefinho (30.)                                                                   |   |       |                |
| Do., 15. September 2016 um 20:00 Uhr (01:00 Uhr MESZ)                                                                        |   |       |                |
| Argentinien | – | Iran  | 0:0, 1:2 n. P. |
| Tore: 0:0 Espinillo (vergeben), 0:1 Rahimighasr (trifft), 1:1 Velo (trifft), 1:2 Shahhosseini (trifft), 1:2 Veliz (vergeben) |   |       |                |

### Spiel um den 3. Platz
| |   |             |                |
| Sa., 17. September 2016 um 14:00 Uhr (19:00 Uhr MESZ)                                                          |   |             |                |
| China | – | Argentinien | 0:0, 0:1 n. P. |
| Tore: 0:0 Wei (vergeben), 0:1 Espinillo (trifft), 0:1 Liu (vergeben), 0:1 Velo (vergeben), 0:1 Wang (vergeben) |   |             |                |

### Finale
|                                                       |   |      |           |
| Sa., 17. September 2016 um 17:00 Uhr (22:00 Uhr MESZ) |   |      |           |
| Brasilien                                             | – | Iran | 1:0 (1:0) |
| Tore: Ricardinho (12.)                                |   |      |           |

### Medaillengewinner
| Platz | Land        | Sportler |
| ----- | ----------- | --- |
| 1     | Brasilien   | Luan de Lacerda, Cássio Lopes dos Reis, Damião Roboson de Souza, Tiago da Silva, Jeferson da Conceição, Raimundo Nonato Alves, Marcos Alves Felipe, Ricardo Alves, Mauricio Tchopi Dumbo, Vinícius Tranchezzi |
| 2     | Iran        | Meysam Shojaeiyan, Amir Pourrazavi, Hossein Rajabpour, Behzad Zadaliasghari, Ahmadreza Shahhosseini, Mohammadreza Mehninasab, Mohammad Heidari, Sadegh Rahimighasr, Rasool Baseri, Akbar Shoushtari           |
| 3     | Argentinien | Dario Lencina, Angel Deldo, Federico Accardi, Froilan Padilla, Maximiliano Espinillo, Silvio Velo, Lucas Rodriguez, David Peralta, Nicolas Veliz, German Muleck                                               |

## Abschlussplatzierung
| Platz | Land        |
| ----- | ----------- |
| 1     | Brasilien   |
| 2     | Iran        |
| 3     | Argentinien |
| 4     | VR China    |
| 5     | Türkei      |
| 6     | Spanien     |
| 7     | Mexiko      |
| 8     | Marokko     |